# 贾庄村 (章丘市)
贾庄村，中华人民共和国山东省济南市章丘市水寨镇所辖的一个行政村。总人口122，其中男性63人，女性59人；农业户口122人，非农业人口0人；18岁以下人口32人，18-35岁人口37人，35-60岁人口38人，60岁以上人口15人（2006年）。耕地面积17公顷（2006年）。行政区划代码370181106222。